# Саатлинский район
Саатли́нский райо́н (азерб. Saatlı rayonu) — район в центре Азербайджана. Административный центр — город Саатлы.

## География
Расположен в центре Муганской равнины, на обеих берегах реки Аракс. Расстояние до Баку составляет 182 км.

## История
Образован 25 мая 1943 года путём выделения из Сабирабадского района.
Центром района установлено селение Саатлы.
В 1963 году район был присоединён к Сабирабадскому району.
4 января 1965 года вновь приобрёл статус отдельной административной единицы.

## Население
В районе наряду с азербайджанцами проживает и значительное число турок-месхетинцев. В 1949 году часть азербайджанцев, переселённых из Армянской ССР Джалилабадской области в 1953 году, турки-ахыска из Средней Азии в 1958—59 и 1989 годах, часть людей, которые стали беженцами в результате конфликта с Арменией в 1988—1989 годах, были поселены в Саатлинской области.
Население сёл Гёмышлы, Караджалар, Молла Вазили состоит из выходцев из Южного Азербайджана (Карадаг, Ардебиль) переселившихся в первые годы советской власти.
На 1 января 2022 года население составило 110 885 чел.

## Климат
Климат сухой. Средняя температура составляет +1,4 °C в январе, +26,2 °C летом. Годовое количество осадков — 300 мм.

## Экономика
Район относится к Миль-Муганскому экономическому району.
В 1970—1980-х годах в регионе были созданы хлопкоочистительный завод и молочные установки, хлебозавод, а также другие промышленные, транспортные и сервисные учреждения.
Саатлы является сельскохозяйственным регионом. Производство хлопка и овощей являются основными в регионе.

## Инфраструктура
В Саатлы имеются 49 школ, больница на 126 коек, 15 поликлиник, 53 библиотеки, музей.

## Транспорт
В Саатлинском районе расположены автомагистрали III и IV категории. Общая длина автомобильных дорог составляет 241 км. Трасса третьей категории Газимаммад—Гаратепе—Бахрампепе составляет 25 км. Трасса третьей категории — Галагайын—Агробаз — 25 км. IV категория местных дорог составляет 191 км.
Через Саатлинский район проходит 80-95-й километр железной дороги Алат—Нахчыван второй категории, от поселений Джафархан до Бекара.

## Достопримечательности
- Некрополь Джафархана — находится на территории деревни Сарычалар.
- Некрополь кубических могил, относится к первому тысячелетию до н.э, находится недалеко от деревни Азадкенд.
- 1-й некрополь Гаралар — относится к III—I векам до н.э, находится на территории деревни Гаралар.
- 2-й некрополь Гаралар — относится к III—II векам до н.э, находится на территории деревни Гаралар.
- 3-й некрополь Гаралар — относится к IX—XVII векам до н.э, находится на территории деревни Гаралар.
- Муганский некрополь — относится к VI—I векам до н.э, находится на территории Муганского канала.
- Абасбейский некрополь — относится к II—III векам.
- Некрополь Мамедабад -относится к II—III векам, расположен на территории деревни Мамедабад.

Археологические памятники защищенные указом № 132 Кабинета Министров Азербайджанской Республики от 2 августа 2001 года.

### Древние поселения
- Поселение эпохи бронзы Гаралар, относится III—II тысячелетиям до н.э, находится вблизи деревни Гаралар.
- Поселение Абасбейли находится на восточной части нынешнего Нариманкенда — памятник относится к XI—XIII векам.
- Поселение Сарысу — керамические посуды, обнаруженные здесь, характерны IX—XII векам.
- Найденные предметы в средневековых поселениях Элисолланли и Бейлер относятся к XII—XVI векам.